# Đại hội Dân tộc Phi

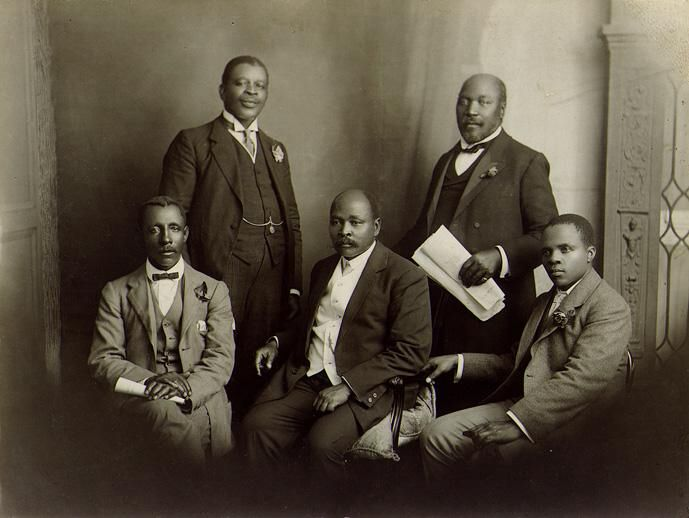
The South African Native National Congress delegation to England, June 1914. Left to right: Thomas Mapike, Rev Walter Rubusana, Rev John Dube, Saul Msane, and Sol Plaatje

Đại hội dân tộc Phi, viết tắt là ANC (African National Congress), được thành lập vào năm 1912 tại Bloemfontein để đấu tranh cho quyền lợi của người da đen ở Nam Phi. John Dube là chủ tịch đầu tiên của ANC từ 1912 đến 1917.

## Hoạt động
Năm 1961, Đại hội dân tộc Phi bị chính quyền Apartheid cấm hoạt động. Năm 1964, lãnh đạo ANC Nelson Mandela bị bắt giam và nhận án tù chung thân vì những hoạt động vũ trang chống chính phủ.
Tháng 2-1990, chính phủ lâm thời hợp pháp hoá ANC, Chủ tịch ANC là Nelson Mandela được trả tự do 11-2-1990 sau 27 năm bị cầm tù. Cuộc đàm phán đầu tiên giữa ANC và chính quyền diễn ra từ 2 - 4-5-1990, thoả thuận cùng nhau phấn đấu cho quá trình hoà bình bằng thương lượng. ANC quyết định đình chỉ đấu tranh vũ trang được phát động từ 1961 đổi lấy việc chính phủ phải thả tù chính trị và ân xá cho những người lưu vong trở về nước. Từ 6-1991, chế độ Apartheid bị xoá bỏ. Cuộc bầu cử đa sắc tộc lần đầu tiên ở Nam Phi được tổ chức 27-4-1994, kết quả là ANC chiếm đa số phiếu bầu. Ngày 10-5-1994, Nelson Mandela chính thức nhậm chức tổng thống nước Cộng hoà Nam Phi.

## Những nhân vật quan trọng trong ANC
- Trước 1948: John Dube, Sol Plaatje, Pixley ka Isaka Seme
- 1948-1994: Chris Hani, Ahmed Kathrada, Albert Luthuli, Nelson Mandela, Govan Mbeki, Thabo Mbeki, Raymond Mhlaba, Cyril Ramaphosa, Walter Sisulu, Joe Slovo, Robert Sobukwe, Oliver Tambo, Dulcie September
- Sau 1994: Nelson Mandela, Sydney Mufamadi, Thabo Mbeki, Phumzile Mlambo-Ngcuka, Tokyo Sexwale, Jacob Zuma